# Faris az-Zahrani
Faris Ahmad Dżaman Al Szuwajl az-Zahrani (arab. فارس أحمد جمعان آل شويل الزهراني; ur. 1977, zm. 2 stycznia 2016) – saudyjski terrorysta.

## Życiorys
Wychował się w regionie Al-Baha. Uczęszczał na Islamski Uniwersytet Imama Muhammada ibn Su'uda w Rijadzie, gdzie kształcąc się na imama studiował nauki prawne.
Aresztowany przez policję 4 sierpnia 2004 pod zarzutem wspierania terroryzmu. Jego zatrzymanie uznano za poważne osłabienie Al-Ka’idy w Arabii Saudyjskiej.
Stracony 2 stycznia 2016.